# Wolfgang Schulz (Mathematiker)
Wolfgang Schulz (* 3. Februar 1943 in Berlin) ist ein deutscher Mathematikdidaktiker und emeritierter Professor an der Humboldt-Universität zu Berlin.
Schulz studierte von 1961 bis 1965 Mathematik und Geographie an der Humboldt-Universität Berlin, wo er 1965 das Staatsexamen in Mathematik/Geographie erhielt. Im Anschluss arbeitete er bis 1971 an einer Berliner Oberschule. Im Anschluss kehrte er als wissenschaftlicher Mitarbeiter an die Humboldt-Universität zurück. Dort wurde ihm 1978 unter Dieter Ilse die Promotion A verliehen (Thema der Dissertation: Schulmathematische Untersuchungen zur Behandlung der Exponential- und Logarithmusfunktionen im Mathematikunterricht) und 1987 die Promotion B. An der HU Berlin wurde er Professor (C3) für Mathematik und ihre Didaktik und lehrte bis zum Ruhestand. Darauf wurde er noch Seniorprofessor. Sein Hauptwerk zusammen mit Ingmar Lehmann ist Mengen – Relationen – Funktionen, das seit 1997 in mehreren Auflagen erschien. Er war auch Schulbuchautor. Auf der gemeinsamen Tagung der west- und ostdeutschen Mathematikdidaktiker 1996 in Magdeburg/Paderborn skizzierte er die Entwicklungsphasen der DDR-Mathematikdidaktik.

## Schriften
- Schulmathematische Untersuchungen zur Behandlung der Exponential- und Logarithmusfunktionen im Mathematikunterricht. Dissertation. Berlin 1978
- mit Dieter Ilse und Ingmar Lehmann: Gruppoide und Funktionalgleichungen. Deutscher Verlag der Wissenschaften, Berlin 1984.
- mit Brigitte Frank u. a.: Wissensspeicher Mathematik. Cornelsen, Berlin 1996, ISBN 978-3-06-001741-6.
- mit Ingmar Lehmann: Mengen – Relationen – Funktionen. Eine anschauliche Einführung. 4. Auflage. Springer Spektrum, Wiesbaden 2016, ISBN 978-3-658-14398-5.

## Einzelbelege
1. ↑  Prof. Dr. Wolfgang Schulz, Priv.-Doz. Dr. Ingmar Lehmann. Humboldt-Universität zu Berlin, abgerufen am 22. Mai 2025.
2. ↑  Wolfgang Schulz. In: Mathematics Genealogy Project. North Dakota State University, abgerufen am 22. Mai 2025.
3. ↑  Entwicklungsphasen in der DDR-Zeit. In: Peter Bender, Herbert Henning (Hrsg.): Didaktik der Mathematik in der BRD – Methodik des Mathematikunterrichts in der DDR. Tagungsband. Universität Paderborn, 2003, S. 246–253, abgerufen am 24. Februar 2024.

| Personendaten    | Personendaten                                      |
| ---------------- | -------------------------------------------------- |
| NAME             | Schulz, Wolfgang                                   |
| KURZBESCHREIBUNG | deutscher Mathematikdidaktiker und Hochschullehrer |
| GEBURTSDATUM     | 3. Februar 1943                                    |
| GEBURTSORT       | Berlin                                             |